# James Yimm Lee
James Yimm Lee (cinese tradizionale 嚴鏡海, in pinyin Yán Jìnghǎi; Oakland, 21 gennaio 1920 – San Francisco, 6 dicembre 1972) è stato un artista marziale statunitense di origini cinesi. Oltre che scrittore ed educatore alla conoscenza delle arti marziali orientali, James Lee è noto per essere mentore, maestro e amico di Bruce Lee.

## Primi anni di vita
Lee è nato il 31 gennaio 1920 a Oakland, in California. Era un ex veterano dell'esercito americano e saldatore di professione.

## Carriera
È stato uno dei tre istruttori di Bruce Lee (i due non erano parenti, nonostante l'omonimia), di terzo rango certificati personalmente e cofondatore del Jun Fan Gung Fu Institute di Oakland, dove ha insegnato Jeet Kune Do, in assenza di Bruce.
James ha presentato Bruce Lee a Ed Parker, l'organizzatore dei Long Beach International Karate Championships dove Bruce fu introdotto alle arti marziali. James Lee è diventato ben noto per le sue specialità mani di ferro (in inglese Iron Palm): abitualmente rompeva a mani nude i mattoni durante le manifestazioni. Egli fu il primo a pubblicare un libro di "Iron Palm" in America nel 1957.
Lui e Linda Lee Cadwell sono stati testimoni oculari della lotta tra Bruce Lee e Wong Jack Man.

## Vita privata
Nel 1964 morì la moglie Katherine. James Lee morì nel 1972 a causa di un cancro dovuto ai fumi prodotti dalla saldatura ed inalati per lungo tempo.

## Pubblicazioni
- Modern Kung-Fu Karate: Iron Poison Hand Training, Book 1 (Break Brick in 100 Days),[3]
- Wing Chun Kung-Fu  [4] and Secret Fighting Arts of the Orient